# Julie de Boor

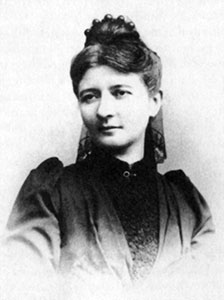
Julie de Boor

Julie de Boor, geborene Unna, verwitwete Ploos van Amstel, (* 21. Juli 1848 in Hamburg; † 4. Juni 1932 ebenda) war eine deutsche Porträtmalerin.

## Leben und Wirken
Julie de Boor war die Tochter des jüdischen Arztes Moritz Unna und die Schwester des Dermatologen Paul Gerson Unna. Als junges Mädchen gaben ihr Bernhard Mohrhagen und Hermann Steinfurth Zeichenunterricht in Hamburg. De Boor heiratete 1873 Jonkheer Adrian Ploos van Amstel, der aus einem alten holländischen Adelsgeschlecht stammte und als Jurist und Bankier arbeitete. Aus der Ehe, die 1874 mit dem Selbstmord ihres Ehemannes endete, ging die Tochter Paula hervor. De Boor ging mit ihrer Tochter nach Berlin und nahm Zeichenunterricht bei Karl Gussow. Anschließend lernte sie bei Émile Auguste Carolus-Duran. Sie bezeichnete Diego Rodríguez de Silva y Velázquez als ihr eigentliches Vorbild.

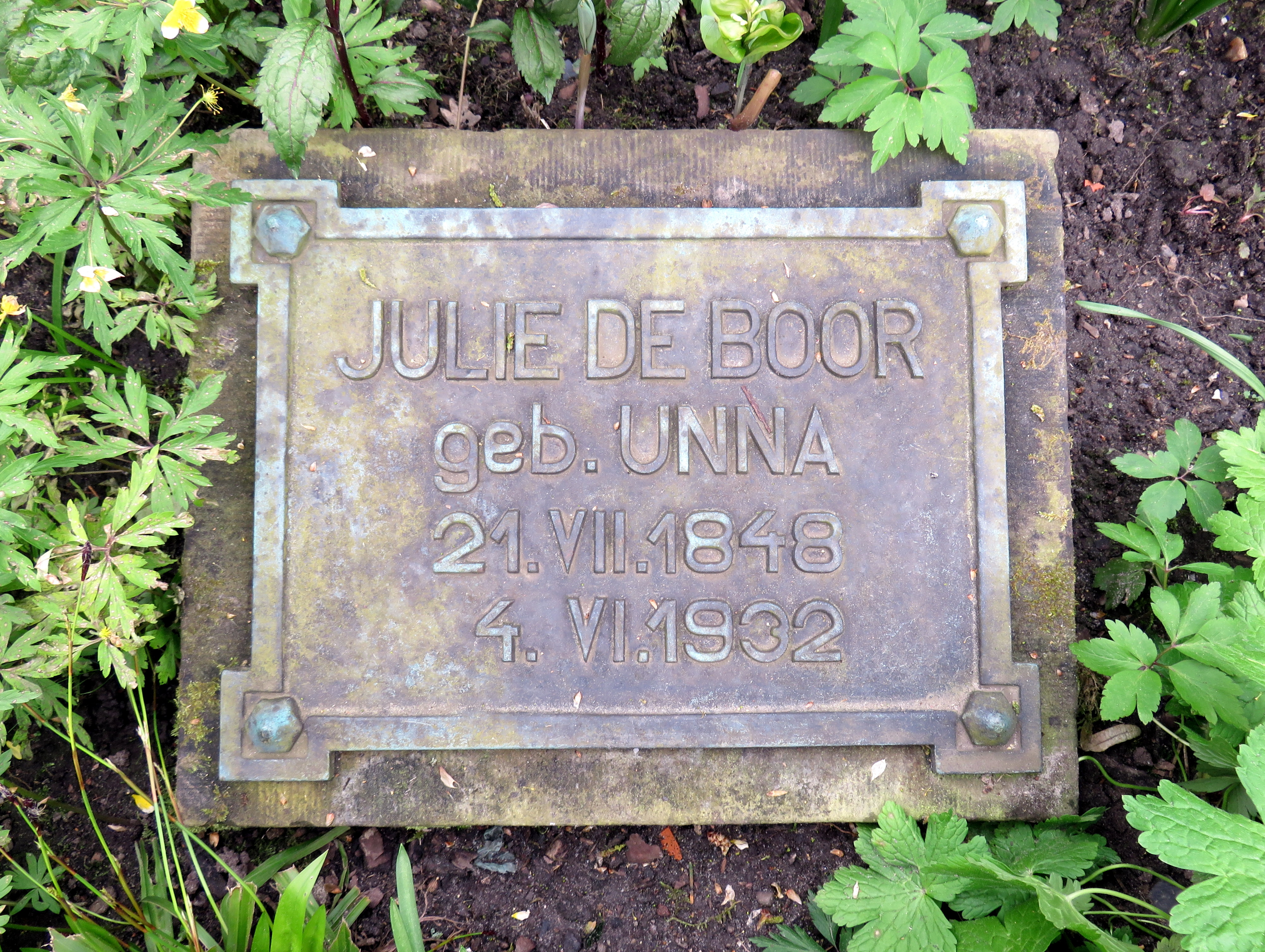
Grabstein im Garten der Frauen auf dem Friedhof Ohlsdorf

1880 ging de Boor nach Hamburg zurück, wo sie mit ihrer Tochter bei ihrem Vater wohnte. Gemeinsam mit dem Schlachtenmaler Claus Hermann de Boor unterhielt sie ein Atelier, das sich in der Rothenbaumchaussee 197 befand. Beide heirateten 1888 und bezogen ein einstöckiges Haus in der Moorweidenstraße 19. Die Gebäude hatten beide nach eigenen Wünschen und Anforderungen errichten lassen. Claus Hermann de Boor starb bereits 1889. Julie de Boor hatte gute gesellschaftliche Kontakte, empfing in ihrem Haus gerne Gäste und erhielt viele Aufträge. Zu ihren Gästen gehörten Bürgermeister Carl Friedrich Petersen, Museumsdirektor Justus Brinckmann, Valentin Ruths, der ebenfalls malte, sowie zahlreiche Musiker. De Boor erhielt zu Lebzeiten viel Wertschätzung und Anerkennung.
Julie de Boor starb im Juni 1932 als verbitterte Frau. Grund hierfür war, dass die akademische Porträtmalerei als veraltet und nicht mehr zeitgemäß angesehen wurde. Ihr Grabstein steht im Garten der Frauen auf dem Ohlsdorfer Friedhof in Hamburg.

## Werke
Julie de Boor erstellte circa 500 Porträts und Kniestücke. Zu den porträtierten Persönlichkeiten gehörten renommierte Hamburger, darunter Bürgermeister Petersen und dessen Tochter Antonie. Die Werke erstellte sie mit Öl auf Holz oder Leinwand sowie Kreide auf Papier oder Karton. Die Gemälde werden im Museum für Hamburgische Geschichte aufbewahrt. Ein Gruppenbild, das sieben Rathausbaumeister zeigt, ist im Raum „Rose“ das Ratsweinkellers in Hamburg zu sehen.